# International Children’s Film Festival Hyderabad
Das International Children’s Film Festival in Hyderabad ist das einzige Kinderfilmfestival in Indien. Ausgerichtet wird das Festival von der Children’s Film Society of India (CFSI). Gegründet 1979, findet das Festival alle zwei Jahre regelmäßig im November statt. Die ersten Festivals fanden noch in verschiedenen Städte, doch seit 1995 findet es regelmäßig in Hyderabad statt. Der ausgeschriebene Preis ist der Goldene Elefant.
Festivals und Gewinner des Goldenen Elefanten:
- 1. Festival 1979 in Mumbai: Altersgruppe 8–15: nicht vergeben, Altersgruppe 4–7: NUKE's ADVENTURE
- 2. Festival 1981 in Chennai: Altersgruppe 8–15: Snow Maiden UdSSR, Altersgruppe 4–7: THE HOUSE IN KOTSURKOVO VILLAGE CSSR
- 3. Festival 1983 in Kolkata: Altersgruppe bis 15: BUBBLING SPRING VR China
- 4. Festival 1985 in Bengaluru: Altersgruppe bis 15: The MOONLIT COTTAGE VR China
- 5. Festival 1987 in Bhubaneswar: Altersgruppe bis 15: SWAMY Indien
- 6. Festival: -
- 7. Festival 1991 in Thiruvananthapuram: Altersgruppe bis 15: HOLIDAYS WITH SILVESTER Österreich
- 8. Festival 1993 in Udaipur: Altersgruppe bis 15: THE BULLSHIT Türkei
- 9. Festival 1995 in Hyderabad: Altersgruppe bis 15: LE PETIT GARCON Frankreich
- 10. Festival 1997 in Hyderabad: Altersgruppe bis 15: My Daddy VR China
- 11. Festival 1999 in Hyderabad: Altersgruppe bis 15: THE CART Iran
- 12. Festival 2001 in Hyderabad: Altersgruppe bis 15: CHILDREN OF PETROLEUM
- 13. Festival 2003 in Hyderabad: Altersgruppe bis 15: An Angel For May
- 14. Festival 2005 in Hyderabad: Altersgruppe bis 15: The Story of Xiao yan VR China

Die weiteren Preise sind der Silberne Elefant und die Goldene Plakette.